# بافل تشيرنكوف
بافيل تشيرنكوف (بالروسية: Павел Черенков) عالم فيزياء روسي حائز على جائزة نوبل للفيزياء عام 1958 عن اكتشافه وتفسيره لإشعاع شيرنكوف.
ولد تشيرنكوف عام 1904 وتوفي 1990. اكتشف تشيرنكوف إشعاع تشيرنكوف المسمى على اسمه عام 1934.

## اكتشافاته العلمية
بينما كان تشيرنكوف يمارس عمله في معمل فافيلوف للفيزياء لاحظ صدور ضوء أزرق من أحد الأوعية المحتوية على الماء أثناء تعرضها لصدمات جسيمات النشاط الإشعاعي. وهي خاصية تتعلق بجسيمات مشحونة كهربائيا وتتحرك بسرعات تساوي سرعة الضوء. وأصبحت تلك الأشعة من وسائل البحث العلمي في الفيزياء النووية والأشعة الكونية. وابتكر تشيرنكوف بعد ذلك أجهزة للبحث العلمي تستخدم تأثير تشيرنكوف للتعرف على الجسيمات وسرعة تحركها. وقد جهز القمر الصناعي الروسي سبوتنيك 3 بأحد تلك العدادات.

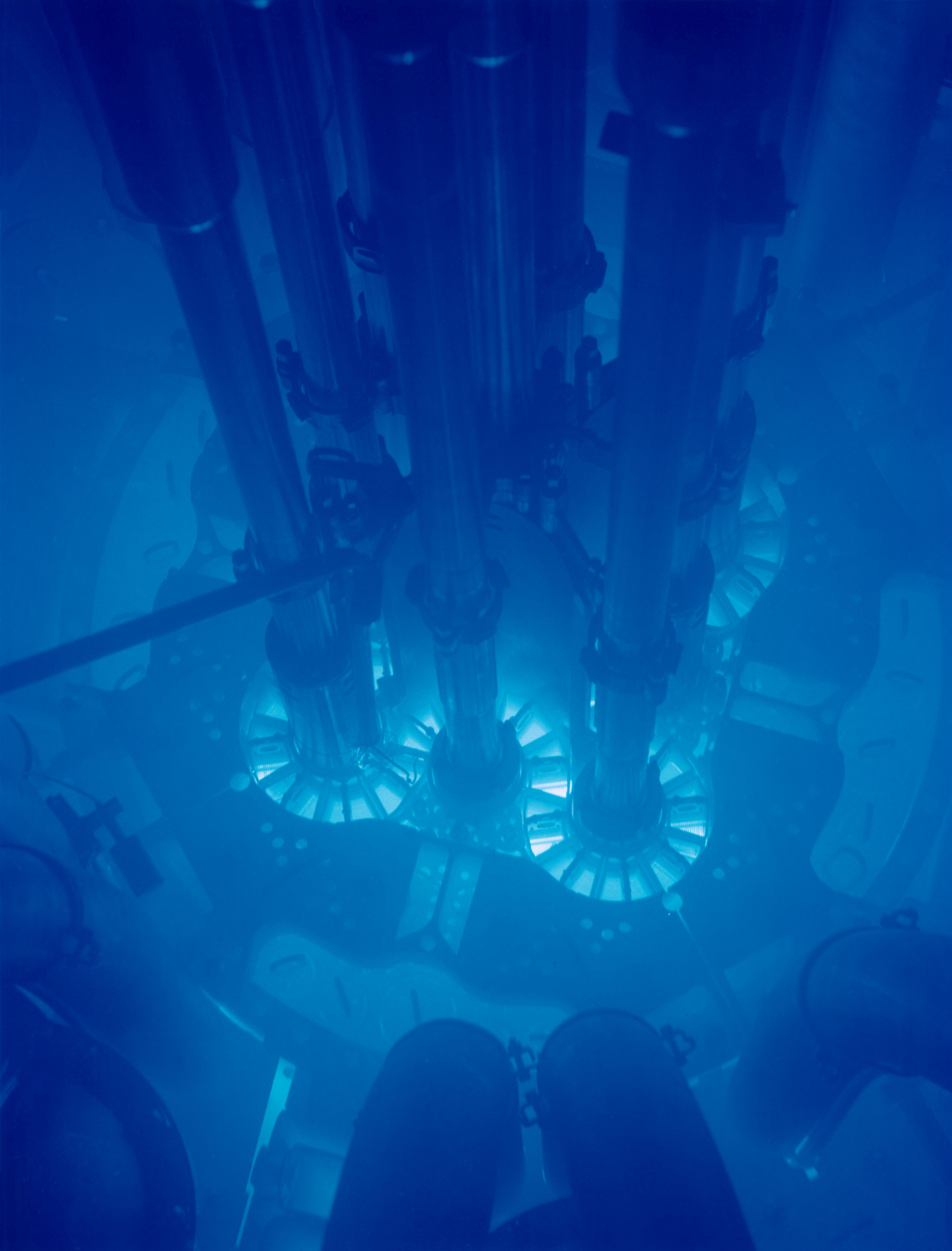
مفاعل اختبار متقدم

كما شارك تشيرنكوف في تصميم وتطوير معجلات الجسيمات ومعجلات الإلكترونات، وله أبحاث في مجال التفاعل الضوئي النووي photo-nuclear reactions والتفاعل الضوئي الميزوني.

## روابط خارجية
- بافل تشيرنكوف على موقع الموسوعة البريطانية (الإنجليزية)
- بافل تشيرنكوف على موقع مونزينجر (الألمانية)
- بافل تشيرنكوف على موقع إن إن دي بي (الإنجليزية)